# Таймень корейський
Корейський таймень (Hucho ishikawae) — вид риб родини лососевих, що зустрічається в прикордонному регіоні між Північною Кореєю та Китаєм, включаючи річки Ялуцзян, Док-ро, Вон-дзю та Джанг-джин. Моніторинг цього виду дуже складний через відсутність доступу до районів, де він виявлений, тому МСОП класифікує його як вид із недостатньою кількістю даних. Зустрічається в проточних водах і в бентопегіалі морської затоки і досягає довжини до 50 см.

## Особливості
Риба довжиною до 50 см характеризується нерівномірно розсіяними точками на передній половині тіла. В області спинного плавника він має велику темну пляму з обох боків на рівні бічної лінії. Жировий плавець і анальний плавник яскраво виражені, хвостовий плавник відносно невеликий. Рот трохи зміщений донизу, верхня щелепа сягає великого ока.

## Поширення та місця проживання
Hucho ishikawae зустрічається в прикордонні між Північною Кореєю та Китаєм, включаючи річки Ялуцзян, Док-ро, Вон-джу та Джанг-джин. Отже, середовище існування поширюється від прісноводних річок до бентопегіалу солоної морської затоки.
У річках він був знайдений біля дна в прозорій воді під водоспадами та порогами.

## Систематика
Крім Hucho ishikawae, ще три види належать до роду Hucho : лосось дунайський(Hucho Hucho), таймень сичуанський (Hucho bleekeri) та таймень звичайний (Hucho taimen). Ці три види трапляються в Європі (водозбір Дунаю), Китаї та Росії.